# Aethia
Aethia är ett släkte i familjen alkor inom ordningen vadarfåglar. Släktet omfattar fyra arter, alla med utbredning i norra Stilla havet:
- Dvärgalka (A. pusilla)
- Plymalka (A. pygmaea)
- Tofsalka (A. cristatella)
- Papegojalka (A. psittacula)